# 埃尔尼圣于连
埃尔尼圣于连（法語：Erny-Saint-Julien，法語發音：[ɛʁni sɛ̃ ʒyljɛ̃]）是法国上法蘭西大區加来海峡省的一个市镇，属于圣奥梅尔区。

## 地名
法语人名“Julien”在日常人名译名以及《世界人名翻譯大辭典》、《法语姓名译名手册》等主流人名译名类书籍资料中译作“朱利安”，不过在《世界地名翻译大辞典》、《世界地名译名词典》和《法国地图册》等主流地名译名类书籍资料中译作“于连”。

## 地理
埃尔尼圣于连（50°35'9"N, 2°15'16"E）面积5.41 平方千米，位于法国上法蘭西大區加来海峡省，该省份为法国北部沿海省份，西北濒北海，南至索姆省，东临北部省。
与埃尔尼圣于连接壤的市镇（或旧市镇、城区）包括：博米、德莱特、昂坎莱吉讷加特、弗莱尚、昂吉讷加特、昂坎莱米讷。
埃尔尼圣于连的时区为UTC+01:00、UTC+02:00（夏令时）。

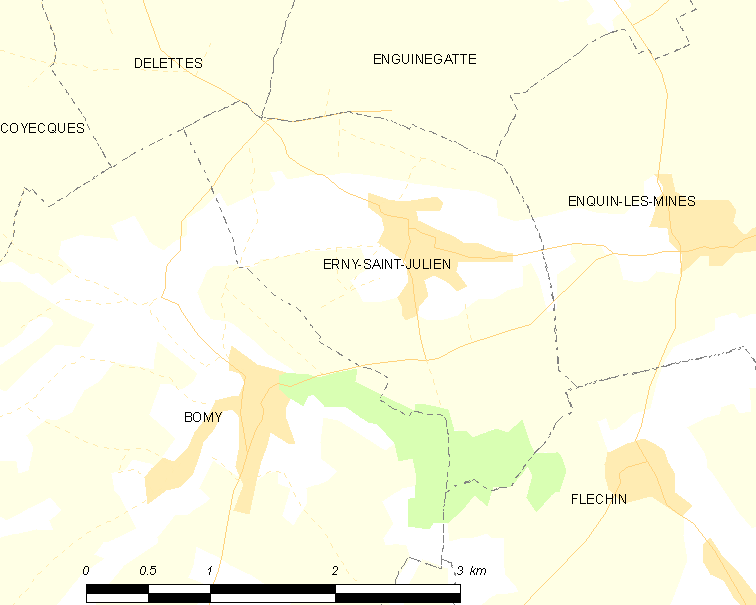
埃尔尼圣于连的OSM定位图

## 行政
埃尔尼圣于连的邮政编码为62960，INSEE市镇编码为62304。

## 政治
埃尔尼圣于连所属的省级选区为弗吕日县。

## 人口

1962-2008年间埃尔尼圣于连人口变化图示

埃尔尼圣于连于2022年1月1日时的人口数量为337人。